# Rue Pierre-Budin
Pour les articles homonymes, voir Budin.
La rue Pierre-Budin est une voie du 18e arrondissement de Paris, en France.

## Situation et accès
La rue Pierre-Budin est une voie publique située dans le 18e arrondissement de Paris. Elle débute au 49, rue Léon et se termine au 54, rue des Poissonniers.

## Origine du nom
Elle porte le nom de Pierre Budin (1846-1907), professeur agrégé à la Faculté de médecine et membre de l'Académie de médecine.

## Historique
La rue est ouverte dans la seconde partie du XIXe siècle entre la rue des Poissonniers et le cimetière Marcadet. Cette voie prend le nom d'« impasse du Cimetière », puis d'« impasse d'Oran ». En 1906, elle est prolongée jusqu'à la rue Léon, rue elle-même prolongée depuis la rue d'Oran jusqu'à la rue Marcadet la même année.

## Bâtiments remarquables et lieux de mémoire
- No 5 : école Pierre Budin. En 1938, lors de travaux dans le préau, des squelettes et des boutons d’uniformes sont découverts. Il est établi que les ossements sont ceux de fusillés de la Commune, lors des combats sur la barricade de la rue Myrha[2].
- No  12 : la comédienne Muriel Baptiste (1943-1995), célèbre pour son rôle de Marguerite de Bourgogne dans la série télévisée de 1972 Les Rois maudits, a vécu et est décédée dans cet immeuble.